# Jewgienij Koszkin
Jewgienij Koszkin (ros. Евгений Кошкин; ur. 24 listopada 2002 w Ałmaty) – kazachski łyżwiarz szybki.

## Kariera
W 2020 wystartował na igrzyskach olimpijskich młodzieży w Lozannie, gdzie zajął między innymi szóste miejsce w mieszanym sprincie drużynowym i 21. miejsce na 500 m.
Na rozgrywanych w 2022 mistrzostwach świata czterech kontynentów w Calgary zdobył brązowy medal w biegu na 500 m. 
Na mistrzostwach świata na dystansach w Hamar w 2025 był ósmy na 500 m. W tym samym roku zdobył srebrny medal w biegu na 100 m podczas igrzysk azjatyckich w Harbinie.
Na podium zawodów Pucharu Świata pierwszy raz stanął 23 lutego 2025 w Tomaszowie Mazowieckim, wygrywając bieg na 500 m. W sezonie 2024/2025 zajął 14. miejsce w klasyfikacji końcowej 500 m.